# Ni pays ni exil
 (août 2025).
Ni pays ni exil est un recueil de poèmes de Ricardo Boucher paru au Legs Édition en novembre 2024 à Port-au-Prince.

## Ni pays ni exil
Ni pays ni exil est le premier recueil de poèmes de Ricardo Boucher, publié par LEGS Édition. L’ouvrage évoque la mémoire de victimes de la dictature duvaliériste, ainsi que d’autres figures disparues, parmi elles Luis Drouin Jr, Marcel Numa, le prêtre Jean Marie Vincent et l’étudiante Evelyne Sincère. Le livre élargit cette mémoire aux victimes de violences et de conflits dans différentes régions du monde, de Gaza à la RDC, et rappelle également des personnalités haïtiennes récentes, telles qu’Antoinette Duclaire et Tchadensky Jean-Baptiste.

Extrait
À une poétesse arabe !
« Je me parle de tenir par un souffle
Mon corps accuse ses dépouilles en grève de faim
aux yeux de la lune fantôme
à peine perceptible dans la nuit menaçante
Dans la nuit difficile à vaincre
Pas une silhouette d’étoile
Pas de beauté dans le miroir
Mais l’image que forme le vacarme imaginaire
dans ce dialogue avec la mort
Le silence des lueurs de tendresse
Sous un ciel irréfléchi
Il y a ma chute dans les ténèbres »
Une écriture de révolte, une poésie militante qui prend le parti-pris des pauvres, des exploités et des défavorisés. ‘Ni Pays ni Exil’ se veut une poésie de l’action, de revendication au droit à la vie, au bien-être collectif, à l’accès au pain pour tous et la venue d’un monde juste .

## Critique (Léonard Charles)
Ni pays ni exil est un recueil de poèmes de Ricardo Boucher publié chez Legs Édition. Présenté comme une poésie de résistance et d’action, le livre cherche à donner voix aux victimes de la dictature duvaliériste et aux opprimés en général, en élargissant ce geste à d’autres figures disparues dans les violences politiques ou sociales, en Haïti comme ailleurs. L’éditeur souligne une volonté de dénoncer les inégalités, d’évoquer la mémoire collective et de s’inscrire dans une tradition de lutte pour la dignité humaine.
L’ouvrage réunit vingt-trois poèmes qui oscillent entre hommages, adresses et exhortations à la révolte. Le vocabulaire employé relève d’un lexique revendicatif  ouvrier, peuple, liberté, exil  qui place la poésie dans une perspective militante. Toutefois, la critique relève que ce projet s’inscrit dans une tradition déjà ancienne de la littérature haïtienne où l’engagement poétique a toujours occupé une place importante, de Jacques Roumain à René Depestre, et qu’il ne constitue pas une rupture radicale.
Sur le plan formel, la langue de Boucher privilégie l’immédiateté du sens et l’abondance d’images liées à la souffrance et à la lutte. Si cette démarche témoigne d’une volonté d’actualiser la fonction sociale de la poésie, certains passages sont jugés en décalage avec les réalités contemporaines ou manquant de force suggestive. Ainsi, Ni pays ni exil apparaît comme une tentative d’articuler mémoire, dénonciation et lyrisme, mais qui soulève la question du rapport entre engagement et exigence esthétique dans la poésie haïtienne d’aujourd’hui.